# Tectillaria taeniogona
Tectillaria taeniogona är en ryggsträngsdjursart som först beskrevs av Takasi Tokioka 1957.  Tectillaria taeniogona ingår i släktet Tectillaria och familjen bägargroddar. Inga underarter finns listade i Catalogue of Life.